# De mil colores
De mil colores es el título del octavo álbum de estudio grabado por la cantautora y actriz mexicana Daniela Romo. Fue lanzado al mercado por la empresa discográfica EMI Latin el 3 de noviembre de 1992.
El álbum fue el primer CD producido en México por la empresa Sono Press y enviado a Estados Unidos e Hispanoamérica. Además, fue el último proyecto bajo sello EMI y el último en tres formatos diferentes: LP, casete y disco compacto.[cita requerida]
Continúa con su racha triunfal, colocando en los primeros sitios de popularidad tales temas como: Para qué te quedes conmigo, Átame a tu vida, Qué vengan los bomberos, De mil colores y también tuvo popularidad el tema El Día Que Te Fuiste.

## Lista de canciones
| De mil colores |                               |                                       |          |  |
| N.º            | Título                        | Escritor(es)                          | Duración |  |
| 1.             | «De mil colores»              | Daniela Romo · Bebu Silvetti          | 4:28     |  |
| 2.             | «El espacio del placer»       | Mario Schajris · Daniel García        | 3:33     |  |
| 3.             | «Para qué te quedes conmigo»  | Tony Medina                           | 4:08     |  |
| 4.             | «Lejos»                       | Adrián Possé · Jorge Carlos Portunato | 4:01     |  |
| 5.             | «Yo no sé vivir sin ti»       | Adrián Possé · Rolando J. Hernández   | 3:53     |  |
| 6.             | «Átame a tu vida»             | Daniela Romo · Adrián Possé           | 3:47     |  |
| 7.             | «Qué vengan los bomberos»     | Eladia Blásquez                       | 3:38     |  |
| 8.             | «El día que te fuiste»        | Marcelo Vitale · C. Suárez            | 3:24     |  |
| 9.             | «Anestesia»                   | Cuco Peña · Guadalupe García          | 4:52     |  |
| 10.            | «A veces»                     | Jorge Luis Piloto                     | 3:07     |  |
| 11.            | «Estoy pensando en cambiarte» | Jorge Salinas Cisneros Jorsaci        | 3:27     |  |
| 12.            | «Amor a contrapunto»          | Amparo Rubín                          | 4:34     |  |

© MCMXCII. EMI Capitol de México, S.A. de C.V.